# Albert-Louis Chappuis

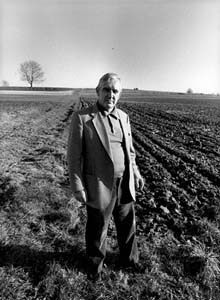
1980

Albert-Louis Chappuis (* 5. März 1926 in Vulliens; † 26. Juni 1994 in Lausanne) war ein Schweizer Landwirt und Schriftsteller.
Chappuis verfasste zunächst für Zeitungen zahlreiche Aufsätze und Erzählungen, die das Landleben im Waadtland beschreiben. 1951 wurde er dafür mit dem Prix de la Nouvelle, 1953 mit dem Prix Agir ausgezeichnet. Ab 1955 schrieb er über ein Dutzend Heimatromane, die er in seinem eigenen Verlag, den Editions Mon Village, herausgab und in relativ hohen Auflagen in der Romandie – und bald auch in der Deutschschweiz – absetzen konnte.
Später verlegte er auch Werke anderer Autoren, etwa Bernard Clavel oder André Besson, dessen 1973 erschienener Roman Le Village englouti (verfilmt 1976) mit über 50.000 verkauften Exemplaren zum Bestseller wurde.

## Werke (in deutscher Übersetzung)
- Ernte ohne Segen. Illustrationen von Hans Erni. Mon Village, Vulliens 1956
- Der Scholle Ruf. Ill. v. Hans Erni, Mon Village, Vulliens 1959
- Sturm über Feldern. Ill. v. Géa Augsbourg, Mon Village, Vulliens 1961
- Irrende Herde, Mon Village, Vulliens 1963
- Wilde Saat, Mon Village, Vulliens 1967
- Wenn die Sonne eines Tages..., Mon Village, Vulliens 1968
- Möge die Sonne wiederkehren..., Mon Village, Vulliens 1968
- Die Leute vom Grathof, Mon Village, Vulliens 1970
- Vor dem Gewitter, Mon Village, Vulliens 1973
- Das Kind einer anderen, Mon Village, Vulliens 1976
- Der Adoptivsohn, Mon Village, Vulliens 1978
- Pipe der Knecht. Freie Bearbeitung nach dem Film Les petites fugues von Yves Yersin, Mon Village, Vulliens 1980
- Gespaltenes Dorf, Mon Village, Vulliens 1988